# Roimil
Roimil (llamada oficialmente San Xiao de Roimil) es una parroquia española del municipio de Friol, en la provincia de Lugo, Galicia.

## Otras denominaciones
La parroquia también es conocida por el nombre de San Xulián de Roimil.

## Organización territorial
La parroquia está formada por cinco entidades de población:

### Entidades de población
Entidades de población que forman parte de la parroquia:
- Alzada (A Alzada)
- Buxán
- Campo da Feira (O Campo da Feira)
- Currás
- Gudín de Abaixo
- Gudín de Arriba
- Pazo (O Pazo)
- Penagateira (A Penagateira)
- Piñeiro (O Piñeiro)

### Despoblado
Despoblado que forma parte de la parroquia:
- Bullo (O Bullo)

## Demografía
| Gráfica de evolución demográfica de Roimil entre 2000 y 2019 |
|                                                              |
| Datos según el nomenclátor publicado por el INE.             |